# Flughafen Kamloops

i7
i11
i13
Der Kamloops Airport (IATA-Code: YKA, ICAO-Code: CYKA) ist ein internationaler Flughafen in der kanadischen Provinz British Columbia. Der Flughafen, etwa 8 km entfernt von Kamloops, hat acht Abfertigungsschalter. Das Terminal hat eine Gesamtfläche von 598 Quadratmetern.

## Zeitzone
UTC-8 (DST-7)

## Start- und Landebahnen

Flughafen Layout

Beim Anflug auf den Flughafen stehen folgende Navigations- und Landehilfen zur Verfügung: NDB, LOC / DME, ODALS, PAPI
- Landebahn 04/22, Länge 847 m, Breite 15 m, Asphalt;[4]
- Landebahn 08/26, Länge 2438 m, Breite 45 m, Asphalt.[4]

## Service
Da der Platz durch Nav Canada als Airport of Entry klassifiziert ist und dort Beamte der Canada Border Services Agency (CBSA) stationiert sind, ist hier eine Einreise aus dem Ausland zulässig.

## Fluggesellschaften und Ziele
Der Kamloops Airport wird von Jazz Aviation (unter der Marke Air Canada Express), Central Mountain Air und WestJet Encore regelmäßig angeflogen. Flugverbindungen werden nur zu regionalen und nationalen Zielen in Alberta, British Columbia und Ontario angeboten.

## Verkehrszahlen
| Jahr | Fluggastaufkommen | Flugbewegungen (IFR/VFR) |
| ---- | ----------------- | ------------------------ |
| 2019 | 361.586           | -                        |
| 2018 | 351.631           | -                        |
| 2017 | 314.364           | -                        |
| 2016 | 322.339           | 29.070                   |
| 2015 | 324.042           | 29.161                   |
| 2014 | 313.093           | 28.036                   |
| 2013 | 290.394           | 25.633                   |
| 2012 | 275.424           | 23.880                   |
| 2011 | 263.290           | 21.324                   |

## Zwischenfälle
- Am 2. August 1974 stürzte eine Douglas DC-6B Tanker der kanadischen Conair Aviation (Luftfahrzeugkennzeichen CF-PWA) bei einem Feuerlöscheinsatz nahe dem Flughafen Kamloops ab. Alle 3 Besatzungsmitglieder, die einzigen Insassen, kamen ums Leben.[12]

- Am 31. Juli 2010 kollidierte eine Convair CV-580 der kanadischen Conair Aviation (C-FKFY) nahe Lytton (British Columbia) (Kanada) mit Bäumen, woraufhin es an dem Löschflugzeug zu einem Strömungsabriss und Absturz kam. Start- und Zielort für den Löscheinsatz der Maschine war der 98 Kilometer entfernte Flughafen Kamloops. Beide Piloten, die einzigen Insassen, kamen ums Leben.[13]

- Am 17. Mai 2020 stürzte eine Canadair CL-41 der kanadischen Kunstflugstaffel Snowbirds auf einem Überführungsflug direkt nach dem Start ab. Der Pilot und eine mitfliegende Offizierin verließen das Flugzeug per Schleudersitz. Die Offizierin wurde bei dem Absturz jedoch getötet, während der Pilot schwer verletzt überlebte.[14][15]